# 全国女子選抜フットサル大会
全国女子選抜フットサル大会（ぜんこくじょしせんばつ―たいかい）は、日本フットサル連盟が主催する女子フットサルの全国都道府県選抜対抗による大会である。日本トリムの特別協賛により「トリムカップ」が授与される。
2008年に高知県南国市にて「トリムカップレディースフットサル大会」として開催。2009年に大会名が改められた。
2015年の第7回大会より、日本フットサル連盟枠としてフットサル日本女子選抜が地域予選無しで全国大会出場。選抜チームはフットサル日本女子代表の選抜候補の意味合いも含まれ、編成スタッフも同女子代表が務めている。

## 各年の詳細
| 回 | 年度   | 優勝         | 開催地                                                    |
| -- | ------ | ------------ | --------------------------------------------------------- |
| 1  | 2009年 | 兵庫県選抜   | 高知県・高知県立県民体育館                                |
| 2  | 2010年 | 東京都選抜   | 高知県・高知県立県民体育館                                |
| 3  | 2011年 | 静岡県選抜   | 高知県・高知県立県民体育館                                |
| 4  | 2012年 | 兵庫県選抜   | 大阪府・大阪市中央体育館                                  |
| 5  | 2013年 | 兵庫県選抜   | 大阪府・大阪市中央体育館                                  |
| 6  | 2014年 | 大阪府選抜   | 岩手県・花巻市総合体育館                                  |
| 7  | 2015年 | 兵庫県選抜   | 宮城県・学校法人朴沢学園 仙台大学                         |
| 8  | 2016年 | 東京都選抜   | 愛知県・愛知県体育館                                      |
| 9  | 2017年 | 千葉県選抜   | 岐阜県・メモリアルセンター 愛知県・テバオーシャンアリーナ |
| 10 | 2018年 | 兵庫県選抜   | 東京都・駒沢屋内球技場                                    |
| 11 | 2019年 | 兵庫県選抜   | 大分県・べっぷアリーナ                                    |
| 13 | 2021年 | 広島県選抜   | 高知県・春野総合運動公園体育館                            |
| 14 | 2022年 | 神奈川県選抜 | 岡山県・岡山市総合文化体育館                              |
| 15 | 2023年 |              | 福岡・北九州市立総合体育館                                |